# ワダカルシウム製薬

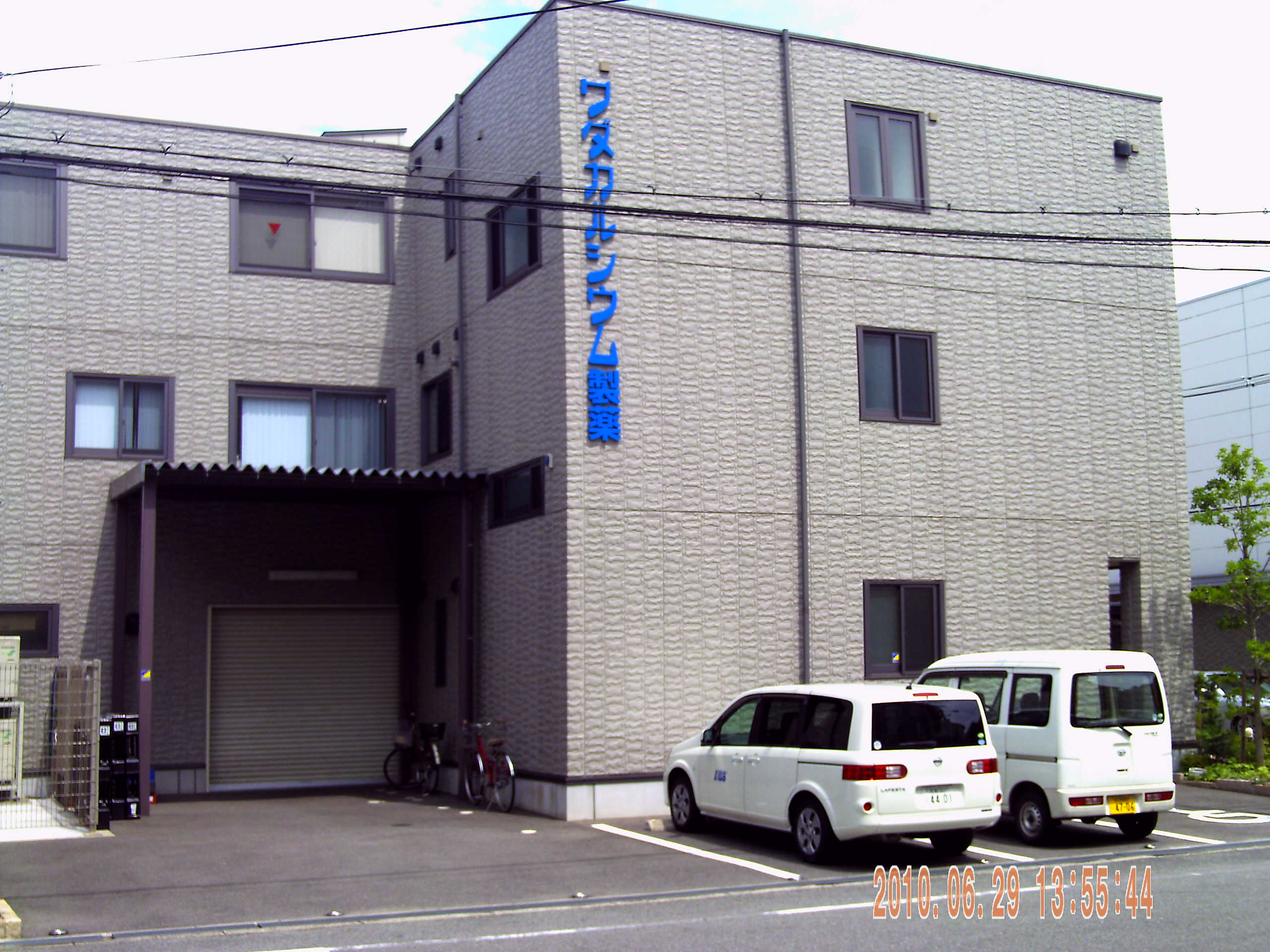
旧本社
（大阪市鶴見区今津南２丁目）

ワダカルシウム製薬株式会社（英: Wada Calcium Pharmaceutical Co.,Ltd.）は大阪府大阪市中央区に本社を置く、医薬品や健康食品を製造販売する日本の製薬会社である。

## 会社概要
創業から今日まで発売され続けているカルシウム剤「ワダカルシューム錠」の製造販売元としてその名を知られる。また創業当初から、一貫して関西を地盤としていたが、2008年にピップグループの一企業になったことで、関西以外の地域への営業も徐々に強まっている。
過去には植物性鎮静剤「山鹿子」（さんろくし）といった薬品も取り扱っていたが、現在は製造中止になっており、かつてのように創業当時の原点に立ち返り、骨とカルシウムの分野に一貫して重点を置きつつ、医薬品の他に健康食品の製造販売もおこなう。
頻繁ではないが、MBSラジオ(1179kHz)やABCラジオ(1008kHz)でCMが放送されている。

## 歴史
- 1856年：和田卯助（初代）が大坂（現・大阪市中央区）道修町で鍵屋卯助商店を設立
- 1872年：鍵屋卯助商店が和田卯助商店に改称
- 1911年：和田政治郎（三代目 和田卯助）『ワダカルシューム』の製造を開始
- 1918年：発売元 和田卯助商店 『ワダカルシューム』の登録商標取得
- 1921年：新聞、雑誌に広告開始
- 1946年：大阪府布施市（現・東大阪市）稲田に新工場完成
- 1948年：有限会社ワダカルシューム工場設立
- 1956年：大阪市城東区今津町（現・鶴見区今津南）の後の本社所在地に工場新設
- 1958年：ワダカルシウム製薬株式会社に社名変更、同時に『ワダカルシューム錠』の処方も変更
- 1959年：『ワダカルベビー』製造発売
- 1963年：和田薬品（株）と合併
- 1964年：『ワダカルママ』製造発売
- 1967年：『ワダカルシュームA』製造発売
- 1976年：GMP適合工場新装完成
- 1991年：『山鹿子』発売、『ワダカルキッズ』発売
- 1994年：『ワダカルシューム錠・末』ボトルとパッケージリニューアル発売
- 1997年：『ワダカルカルシウムコラーゲン』発売
- 1998年：滋賀県犬上郡多賀町に新工場竣工、操業開始 『ワダカルカルシウム＆コラーゲン』発売
- 1999年：『ワダカルお料理カルシウム』発売 『ワダカルシュームCD3錠（480錠）』発売
- 2006年：本社ビル竣工 『お料理カルシウム』発売
- 2008年：ピップフジモト株式会社（現・ピップ株式会社）の子会社となる。
- 2009年：会社分割により、ピップ株式会社（ピップフジモト株式会社とピップトウキョウ株式会社の経営統合により設立された持株会社、現・フジモトHD株式会社）の子会社となる。 　　　　　『ワダカルシュームエース』発売  『四季潤』発売
- 2018年：本社を大阪市都島区東野田町に移転 『四季潤プレミアム』発売
- 2024年：本社を中央区に移転

## 事業所
本社
大阪府大阪市中央区城見2丁目1-61 ツイン21MIDタワー38階
滋賀工場
滋賀県犬上郡多賀町大字四手字諏訪510番の10